# Volker Wulff
Volker Wulff (* 7. Januar 1957 in Bremen) ist ein deutscher Landwirt, Agrarwissenschaftler und Unternehmer.

## Leben
Aufgewachsen ist Volker Wulff auf dem landwirtschaftlichen Betrieb der Eltern in Uthlede, auf dem auch Pferde gezüchtet wurden. Nach dem Realschulabschluss folgte eine landwirtschaftliche Ausbildung und die Ausübung des Berufes bis 1982. Danach legte er die Prüfung zur Befähigung zum Hochschulstudium ab. Anschließend absolvierte er das Studium der Agrarwissenschaften mit dem Schwerpunkt „Tierproduktion“, das er 1987 mit dem Diplom abschloss. 
Während des Studiums lernte Volker Wulff den damaligen Generalsekretär der Deutschen Reiterlichen Vereinigung, Hanfried Haring, kennen. Über diesen Kontakt erhielt Volker Wulff die Chance, 1984 neun Pferde für die koreanische Equipe zur Vorbereitung auf die Olympischen Sommerspiele in Seoul 1988 nach Südkorea zu begleiten.
Ab 1987 folgten mehrere Tätigkeiten für den Verein zur Absatzförderung des Oldenburger Pferdes in Vechta unter der Leitung von Uwe Heckmann. Von 1988 bis August 1992 war Volker Wulff am Aufbau einer Marketingagentur beteiligt und dort später als Mitgesellschafter tätig. 

### 1990er Jahre
1992 folgte die Gründung seiner Event-Agentur. Als erste Veranstaltungen wurden Turniere in Jüterbog, das Hermann-Schridde-Gedächtnis-Turnier in Winsen/Aller, Gera, Luhmühlen, Linz und Wien in Österreich betreut und durchgeführt. Parallel dazu war Wulff mit seiner Agentur für den Deutschen Volleyball-Verband und den Weltruderverband (Vermarktung der WM in Prag (CZE) und Tampere (FIN)) tätig. 
1998 startete Volker Wulff in der Neuen Messe Leipzig die Partner Pferd. Im gleichen Jahr gab es eine zweite Premiere mit dem internationalen Turnier Munich Indoors in der Münchener Olympiahalle. 1999 wurden im Zuge des Wachstums der Agentur erstmals mehr als zehn feste Mitarbeiter beschäftigt.

### 2000er Jahre
Im Jahr 2000 wurde die Agentur gebeten, das Deutsche Spring- und Dressur-Derby in Hamburg als durchführender Veranstalter zu übernehmen. Für diese Aufgabe wurde eine Niederlassung in der Hansestadt gegründet. 
Das bisher national durchgeführte Turnier in Leipzig – die Partner Pferd – wurde 2002 Austragungsort des FEI Weltcup-Finales der Springreiter. Danach wurde die Partner Pferd dauerhaft Austragungsort von Weltcup-Prüfungen im Springen und Fahren. 2003 wurde in Paderborn ein neues Turnier etabliert: Die Paderborn Challenge gehörte ab 2006 auch zur Riders Tour. Ebenfalls 2003 stellte Volker Wulff in Kuala Lumpur (Malaysia) das erste Fünf-Sterne-Turnier außerhalb von Europa und den Vereinigten Staaten auf die Beine. Das Turnier schaffte es später, Austragungsort des FEI-Weltcup-Finales zu werden.
2005 übernahm Volker Wulff mit seiner Agentur kurzfristig die Gesamtorganisation inklusive aller Marketingmaßnahmen und der Sponsorenakquise beim Deutschen Galopp-Derby in Hamburg-Horn. Mit einem Gesamtetat von 5,5 Millionen Euro wurden insgesamt rund 150.000 Besucher in Hamburg-Horn begrüßt, insgesamt acht Stunden berichteten verschiedene öffentlich-rechtliche und private TV-Stationen über das höchstdotierte deutsche Gruppenrennen im Galoppsport. 
Ein Jahr später fand erstmals das FEI-Weltcup-Finale der Springreiter in Kuala Lumpur statt. Außerdem engagierte sich Volker Wulff im Veranstalterkreis des Adventsturniers in Dresden. In der Folge wurde das Turnier schon 2006 erstmals international ausgeschrieben. 
Seit 2008 kooperierte Wulff Global Champions Tour, die eine ihrer Stationen auf dem Deutschen Spring- und Dressur-Derby platziert. Ein Jahr später wurde die dreiwöchige Tour Gera Summer Meeting aus der Taufe gehoben. 

### 2010er Jahre
2010 stand Volker Wulffs Agentur auf Empfehlung der FEI dem Qatar International Showjumping in Abu Dhabi (VAE) zur Seite.
Im Jahr 2011 schrieb die Partner-Pferd-Geschichte und stemmte als erster Veranstaltungsort überhaupt vier FEI-Weltcup-Finals unter einem Dach: Springen, Dressur, Gespannfahren und das allererste Weltcup-Finale der Voltigierer. Im selben Jahr übernahm Volker Wulff mit seiner Agentur die Organisation der Bundeschampionate in Warendorf. 
In Zusammenarbeit mit der chinesischen Partneragentur CNSI (China National Sports International) brachte Volker Wulff den Weltcup nach China. Die bekannte FEI-World-Cup-Serie FEI World Cup Jumping China League wird für die Föderationen von China, Südkorea, Taiwan und Hongkong eingeführt, damit deren Reiter ebenso die Möglichkeit haben, sich für das jährliche FEI World Cup™ Final im Springreiten zu qualifizieren.
Auf dem Gestüt Peterhof in Perl-Borg wurde 2012 die Peterhof Dressur Gala, ein CDI auf Vier-Sterne-Niveau, geboren. In den beiden Folgejahren wurde der Junior Cup für Nord-, Ost-, Süd- und West-Deutschland etabliert, eine Springsportserie für U21-Reiter. 
2015 gehörte Volker Wulff zu den Initiatoren und Gründungsmitgliedern des Vereins Pferde für unsere Kinder e.V., der sich zur Aufgabe gemacht hat, Kinder für das Pferd zu begeistern und schon in deren frühen Entwicklung den spielerischen Umgang mit dem Thema Pferd ermöglichen.
2017 ging Wullf mit seiner Firma ein Joint Venture mit einem niederländischen Unternehmen ein, das ab sofort ein neues Turnier in der Hauptstadt durchführte: das internationale Fünf-Sterne-Turnier Global Jumping Berlin. Berlin wurde somit eine weitere Station der Global Champions Tour (GCT) und der Global Champions League.

## Auszeichnungen
2018 wurde Wulff mit dem Sächsischen Verdienstorden ausgezeichnet. Diese Auszeichnung erhielt er unter anderem für sein ehrenamtliches Engagement insbesondere für Kinder in den Bereichen außerschulische Bildung und Pferdesport. So ist Wulff unter anderem Stiftungsmitglied von „Leipzig hilft Kindern“ und Gründungsmitglied des „Pferde für unsere Kinder e. V.“

## Privat
Volker Wulff ist verheiratet und hat zwei Töchter.